# 白柳美彦
白柳 美彦（しろやなぎ よしひこ、1921年2月 - 1992年3月28日）は、日本の評論家、翻訳家、児童文学者。
少年小説の作者、『シートン動物記』や『赤毛のアン』の翻訳者として知られる。

## 略歴
静岡県浜松市出身。白柳秀湖の甥あるいは息子と自称したことがあるが、これは事実ではない。
1938年、旧制第一高等学校在学中、一高空手部員として鎌倉市の深田久弥宅を訪問し、当時深田の夫人だった北畠八穂と出会う。
1944年、東京帝国大学農学部卒業。学徒動員で二等兵として入営し、名古屋で兵役生活を送る。
1948年から鎌倉山で北畠と同棲した（深田の不実のため北畠は1943年に離婚していた）。入籍はせず、事実婚だった。
1982年12月、北畠の死を看取る。

## 著書
- 『インド神話の口承』（鷺の宮書房） 1968

## 翻訳
- 『世界の屋根を行く』（ヘディン、宝文館、少年少女世界探検開発文庫） 1957
- 『インドの神話』（宝文館、中学生世界神話全集1 (インド編)） 1959
- 『海底王国のひみつ』（ドイル、岩崎書店、ドイル冒険・探偵名作全集9） 1960
- 『中央アジア探検記 / 東方見聞記』（ヘディン / マルコ・ポーロ、あかね書房、少年少女世界ノンフィクション全集） 1961
- 『パスツール伝』（ラド、講談社、世界ジュニアノンフィクション全集9 (伝記編2)） 1962
- 『青い大陸』（クィリチ、講談社、世界ジュニアノンフィクション全集13 (探検編4)） 1962
- 『フランダースの犬』（ウィーダ、講談社、世界の名作） 1965
- 『そばかすとエンゼル』（ジーン・ポーター、講談社マスコット文庫） 1966
- 『ロビンソン漂流記』（デフォー、講談社、世界名作全集） 1966
- 『ピーターは忙しい』（ジーン・ウェブスター、講談社マスコット文庫） 1967
- 『シートン動物記』（実業之日本社） 1968
- 『失われた世界』（コナン・ドイル、ポプラ社、世界の名著） 1968
- 『白い大陸南極へ』（スコット、講談社、世界の名作図書館） 1969
- 『黒い真珠』（スコット・オデル、ポプラ社、世界子どもの文学） 1969
- 『宝島』（スチーブンスン、文研出版、文研児童読書館） 1970
- 『ムーンフリートの秘宝』（M・フォークナー、学習研究社、少年少女サスペンス冒険） 1970
- 『無人島の王さま』（マーチン・バラード、学習研究社、アドベンチャー・ブックス） 1972
- 『さばくに消えた古代王国』（ヘディン、あかね書房、少年少女世界の大探検） 1975
- 『ビーバーバード』（R・アンダーヒル、太平出版社、母と子の図書室） 1975
- 『トム・ソーヤの冒険』（マーク・トウェイン、実業之日本社、マイマイジュニア） 1976
- 『名探偵トム・ソーヤー ソーヤーの大旅行』（マーク・トウェイン、実業之日本社） 1976
- 『王女とカーディー少年』（ジョージ・マクドナルド、太平出版社、マクドナルド童話全集） 1978
- 『赤毛のアン』（モンゴメリ、ポプラ社文庫） 1978
- 『アンの青春』（モンゴメリ、ポプラ社文庫） 1981
- 『アンの愛情』（モンゴメリ、ポプラ社文庫） 1983
- 『シートン動物記』1 - 3 （偕成社文庫） 1989